# Prise d'otages de l'ambassade de France à La Haye
La prise d'otages de l'ambassade de France à La Haye est un acte terroriste organisé et exécuté par l'Armée rouge japonaise (JRA) à partir du 13 septembre 1974 et pour quatre jours, dans l'espoir de faire libérer l'un de ses militants arrêtés à Paris deux mois plus tôt et qui permet aux militants de l'Armée rouge japonaise de fuir en obtenant un avion.

## Histoire

### Le contexte
L'Armée rouge japonaise (JRA, pour Japanese Red Army) opère au début de l'année 1974 une attaque contre une raffinerie Shell à Singapour puis investit le 6 février l'ambassade du Japon au Koweït. Elle prend en otage 29 personnes, dont l'ambassadeur. Ces opérations menées de concert avec le Front populaire de libération de la Palestine (FPLP) sont un succès opérationnel qui met cependant en lumière des dissensions avec le FPLP et la JRA concernant leurs revendications, les Palestiniens réclamant des terres tandis que les Japonais prônent alors la révolution mondiale.

### L'armement
Lors de la prise d'otages de l'ambassade de France à La Haye par l'Armée rouge japonaise, le 14 septembre 1974, Carlos et Moukarbel fournissent les grenades d'assaut dérobées par les Cellules Révolutionnaires dans une base américaine en Allemagne de l'Ouest en 1972.

### Le déroulement
Deux mois avant l'attentat du drugstore Publicis, fin juillet 1974, Yoshiaki Yamada, membre de l'Armée rouge japonaise (en lien avec le FPLP), avait été arrêté à l'aéroport d'Orly par la police française alors qu'il venait de Beyrouth. Il portait avec lui une mallette contenant des documents sur des attaques projetées en Europe par le groupe terroriste (enlèvements de dirigeants de filiales d’entreprises japonaises en Europe) et une grosse somme d'argent en numéraire.
À la suite de son arrestation, Yoshiaki Yamada est placé en détention dans une prison française.
Pour obtenir sa libération, la branche européenne du FPLP, dirigée par Wadie Haddad, décide alors de monter une prise d'otages à l'ambassade de France aux Pays-Bas, à La Haye. 
Le 13 septembre 1974, l’ambassade de France est attaquée par trois membres de l’Armée rouge japonaise (ARJ) et onze personnes sont prises en otage, dont l’ambassadeur, afin de faire pression sur les dirigeants français pour obtenir la libération de Yamada. 
Wadie Haddad avait pensé que le gouvernement français accèderait très rapidement aux revendications des preneurs d'otages.
Or, c'est l'inverse qui se produit : les autorités françaises font la sourde oreille et refusent de relâcher Yoshiaki Yamada. On arrive à un blocage. Les responsables de l'opération menée à La Haye peuvent craindre une attaque massive de la police néerlandaise au sein de l'ambassade, ou pire : une capitulation des membres du commando, ce qui serait considéré comme un échec cinglant.

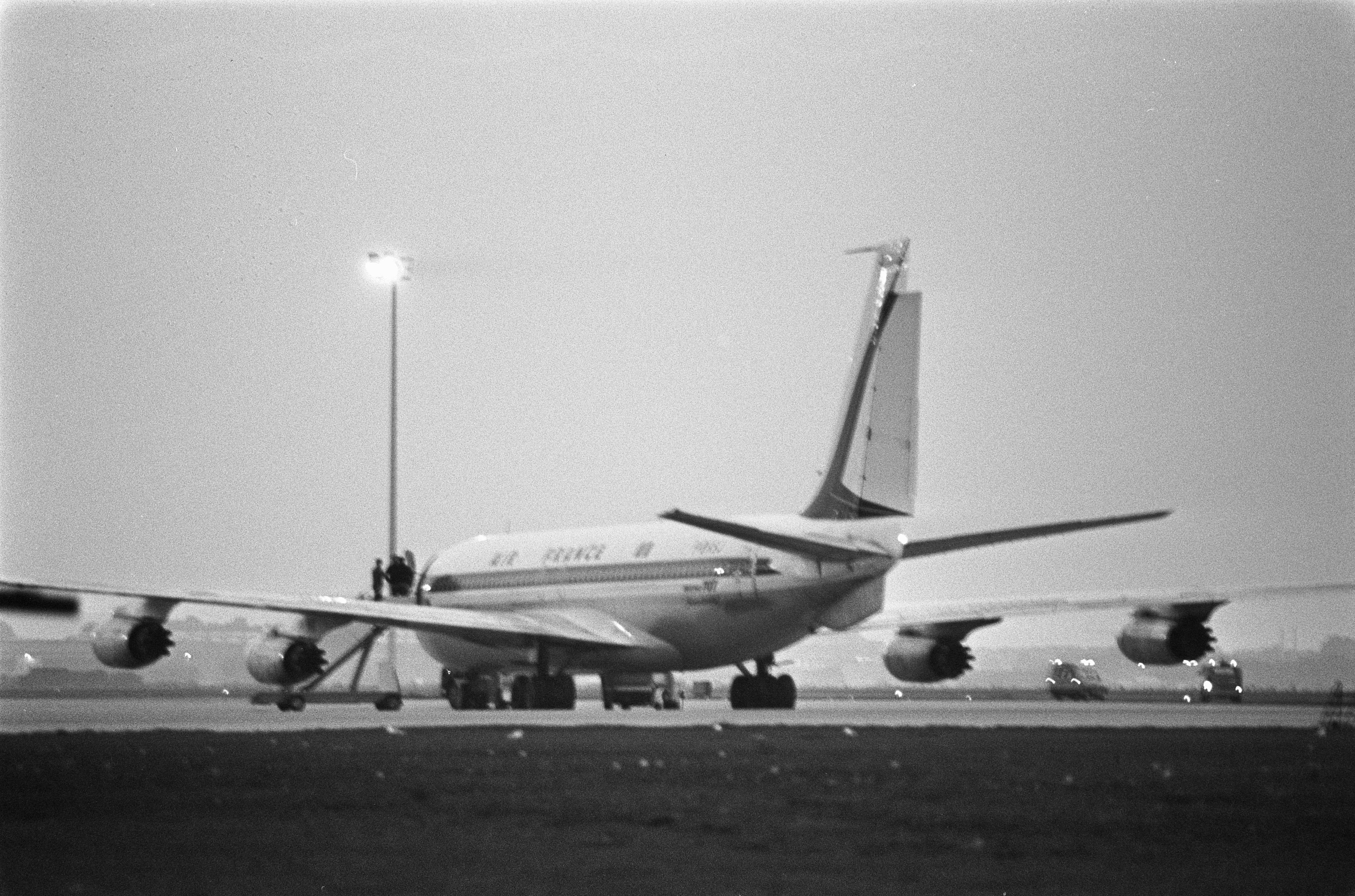
Les terroristes relâchant les otages à bord du Boeing 707 sur l'aéroport d'Amsterdam-Schiphol le 17 septembre 1974.

Le dimanche 15 septembre 1974, vers 17 h 15, un homme âgé de 25 à 30 ans lance une grenade au rez-de-chaussée du drugstore Publicis, situé 149, boulevard Saint-Germain, à un angle de la rue de Rennes, à côté de la brasserie Lipp, en face du Café de Flore et en plein quartier Saint-Germain-des-Prés à Paris. Le temps était ensoleillé et le drugstore bondé. L'attentat entraîne la mort de deux personnes et en blesse 34 autres.
À La Haye, trois policiers néerlandais sont blessés par balles. Le mardi 17 septembre, après de longues négociations, Yoshaki Yamada est libéré et un avion de ligne Boeing 707 d'Air France est mis à la disposition des preneurs d'otages, avec une somme de trois cents mille dollars, sur l'aéroport d'Amsterdam-Schiphol. La prise d'otages à l'ambassade de France est donc couronnée de succès.
L'avion, qui a un équipage néerlandais de KLM, emporte les terroristes tout d'abord à Aden, au Sud-Yémen, d'où ils sont refoulés, puis en Syrie. La Syrie ne cautionna pas ces prises d'otages et força le groupe terroriste à abandonner leur rançon. Les terroristes avaient estimé que l'attentat du drugstore a « fait plier » le gouvernement français. L'équipage de KLM retourne aux Pays-Bas le 19 septembre.

### Suites de la prise d'otages
L'Armée rouge japonaise, après la prise d'otages, ne commettra ensuite que trois opérations importantes dans les années 1970, dont deux en Malaisie et une en Inde.